# IC 2701
IC 2701 је спирална галаксија у сазвјежђу Лав која се налази на листи објеката дубоког неба у Индекс каталогу.
Деклинација објекта је + 11° 7' 4" а ректасцензија 11h 17m 56,9s. Привидна величина (магнитуда) објекта IC 2701 износи 15,7 а фотографска магнитуда 16,5.